# Dilnarin Demirbag
Dilnarin "Dee" Demirbag est une danseuse et chanteuse suédoise d'origine kurde née le 14 novembre 1973.

## Biographie
Elle est la sœur de la chanteuse Dilba et de la journaliste suédoise Dilsa Demirbag-Sten.
Elle a également un frère "Azad" ainsi qu une demi-sœur Dilber 
Dee a commencé aux côtés d'E-Type comme danseuse et mime les chansons (sur la voix de Nana Hedin) depuis 1994 (première apparition en France dans Dance Machine 6).
Elle a tenté en 2000-2001 une carrière solo mais sans grand succès.
Puis elle est retournée avec E-Type.
En 2006 Dee revient avec E-Type pour un concert en Russie.
Sa dernière apparition est dans le clip True Believer puis dans une émission avec le tube Eurofighter (2007). Elle est mariée et à deux enfants. Aux dernières nouvelles, elle est devenue manageuse en tant que coordinatrice créative chez BMG en Suède.

## Discographie
En solo
- 2000 : All The Way Up
- 2001 : Want You To Go